# Idioma chaná

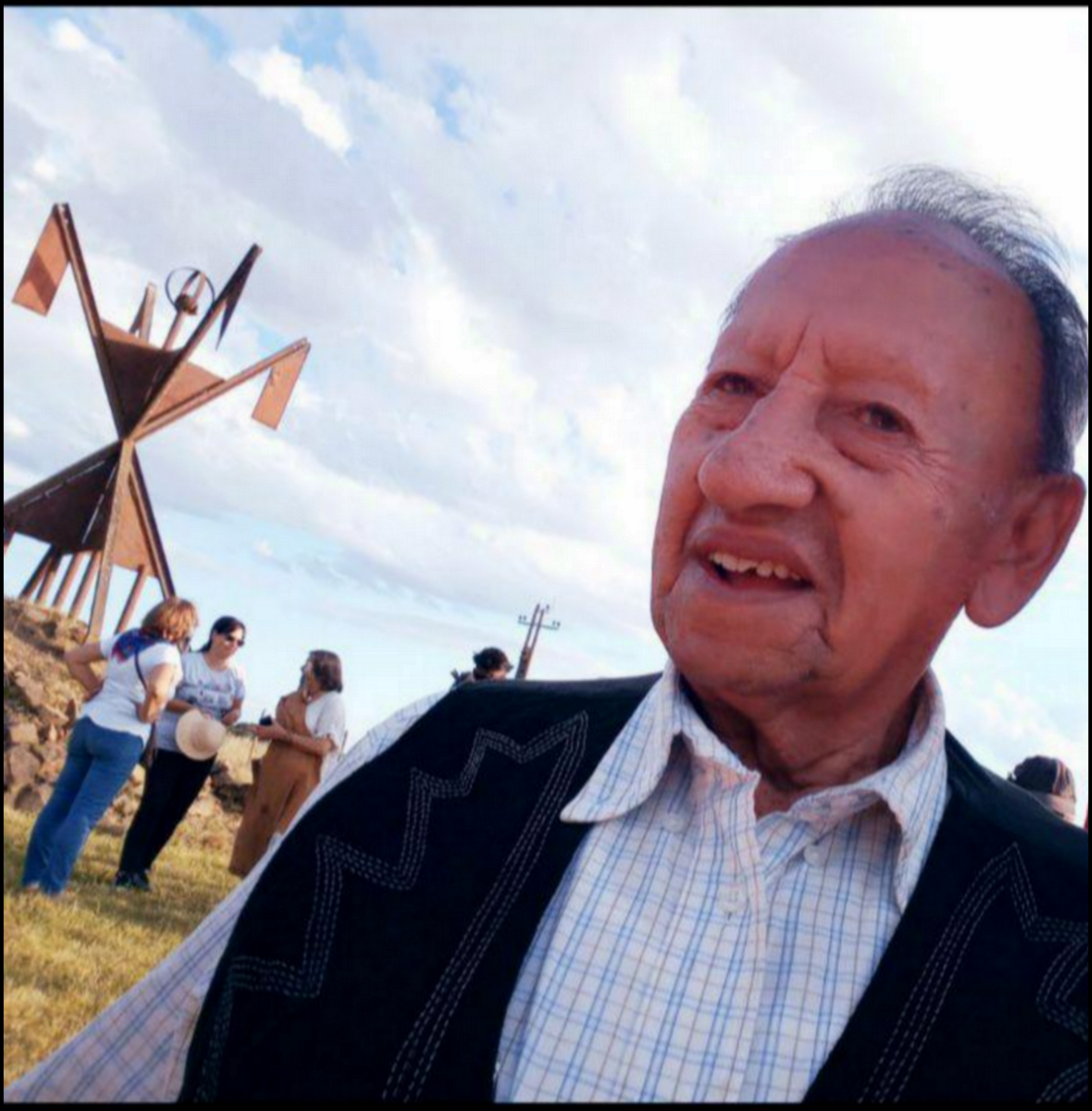
Blas Jaime, último hablante de la lengua chaná, visitando el monumento en honor a los charrúas caídos en la matanza de Salsipuedes en Tacuarembó, Uruguay. Año 2019.

El idioma Chaná (autoglótonimo: lanték, que significa "hablar" o "idioma"; de lan, "lengua" y tek, un sufijo comunicativo) y yaña, chaná) es una lengua charrúa hablada por el pueblo Chaná en lo que ahora es Argentina y Uruguay, a lo largo de los ríos Uruguay y Paraná en los márgenes del Río de la Plata.
Fue hablado por el pueblo Chaná desde la época precolombina en la vasta región que hoy se encuentra entre la provincia de Entre Ríos (Argentina) y Uruguay, y los ríos Uruguay y Paraná Guazú. 

## Historia
El idioma históricamente era hablado por los pueblos chaná, que habitaban en torno a los grandes ríos de la región (el Paraná y el Uruguay), el norte de la ahora provincia de Buenos Aires, el centro y sur de las provincias de Santa Fe y Entre Ríos, y el suroeste de la "Banda oriental" del Uruguay, actualmente estado de Uruguay.
El primer europeo en ingresar por el Paraná y publicar sus aventuras, Ullrico Schmidl, participante de la expedición de Pedro de Mendoza (1535), dice que chanás, timbúes, corondás y quiloazas compartían el idioma y las principales costumbres.
Según las recientes narrativas de memoria oral, en la antigüedad los Chaná habitaron territorios alrededor del actual margen brasileño del río Uruguay. Más tarde emigraron de este lugar a lo largo de los ríos Uruguay y Paraná, desde el desagüe del río Iguazú y desde el río Paraguay hasta la ubicación actual de Asunción.

## Registros documentales

### Cuaderno de Dámaso Antonio Larrañaga
La documentación sobre el chaná es limitada. En 1815 el sacerdote Dámaso Antonio Larrañaga se reunió con tres chaná ancianos que hablaban chaná en Uruguay y documentó en dos cuadernos lo que aprendió sobre la lengua chaná. Actualmente solo se conserva uno de esos cuadernos, que contiene 70 palabras.

### Diccionario de Viegas - Jaime
Entre el 2004 y 2005, Blas Jaime, un habitante de la ciudad argentina de Paraná nacido en Nogoyá, dio a conocer que conservaba por transmisión oral de su madre la lengua chaná. Se considera a Blas Jaime como el último hablante del chaná. Su conocimiento de esta lengua ha sido estudiado por el lingüista argentino J. Pedro Viegas Barros, quien llevó a cabo diversos estudios de morfosintaxis, fonética y fonología. Viegas y Blas Jaime hicieron un inventario de más de 250 vocablos y frases, entre ellas todas las palabras charrúas y chanás conocidas, ayudando a elaborar un diccionario del idioma que recopila unas 1000 palabras en chaná.

### Primer diccionario del Chaná
El lanték ha sido reconocido como parte del "Patrimonio Cultural de la Provincia de Entre Ríos". El primer diccionario de la lengua fue publicado por la Editorial Provincial de Entre Ríos. La publicación contenía un diccionario compilado por Don Blas Wilfredo Omar Jaime y un estudio enciclopédico de la cultura chaná. También había varios capítulos sobre la lingüística del chaná por Viegas Barros.
El estudio cultural chaná abarcó la cuarta y última sección del libro. Gran parte de la etnoliteratura chaná se obtuvo mediante las sesiones de elicitación con Viegas Barros durante los siete años anteriores a la publicación del volumen. También incluye un CD de audio que contiene grabaciones de Don Blas hablando su lanték.

## Actualidad
Blas Wilfredo Omar Jaime (apodado en chaná: Agó Akoé Inó, lit. "perro sin dueño") o simplemente Blas Jaime, nació en la localidad de El Pueblito en la ciudad de Nogoyá, Provincia de Entre Ríos, el 2 de febrero de 1934. En la actualidad, vive en la ciudad de Paraná y es el único hablante nativo de chaná que se conoce. Sin embargo, aún existe la posibilidad de hallar otros hablantes del idioma.
La UNESCO la reconoce como lengua viva pero también como "extremadamente amenazada" porque solo tiene un hablante nativo ya mencionado. Por ello el chaná fue incluido por dicha organización en el Atlas interactivo Unesco de las lenguas en peligro en el mundo en el año 2010. La Cámara de Diputados de la Provincia de Entre Ríos reconoció recientemente la necesidad de que el gobierno reconozca y proteja la lengua.

## Descripción lingüística

### Clasificación
La teoría que autores como Bauzá, de la Sota, Ameghino y Araújo sostenían sobre la filiación lingüística guaraní de las lenguas indígenas de la región del Plata. Olaf Blixen la consideró completamente desacreditada. Sixto Perea y Alonso sugirió la tesis sobre la filiación arahuaca de las lenguas indígenas de la región —entre las cuales estaba el chaná—, aunque esta tesis la desestimó Blixen por carecer de valor científico. Benigno Ferrario propuso la vinculación del chaná con las lenguas matacas.

### Fonología
| [ 31 ]              | [ 31 ]              | Bilabial | Dental | Alveolar | Post- alveolar | Palatal | Velar | Faríngea | Glotal |
| ------------------- | ------------------- | -------- | ------ | -------- | -------------- | ------- | ----- | -------- | ------ |
| Nasal               | Nasal               | m (m)    |        | n (n)    |                | ɲ (ñ)   |       |          |        |
| Oclusiva            | sorda               | p (p)    |        | t (t)    |                |         | k (k) |          | ʔ (')  |
| Oclusiva            | sonora              | b (b)    |        | d (d)    |                |         | g (g) |          |        |
| Africada            | Africada            |          |        |          | ʧ (ch)         |         |       |          |        |
| Fricativa           | Fricativa           |          |        | s (s)    |                | ç       | x     | ħ        |        |
| Aproximante         | Aproximante         |          |        |          |                | j (y)   | w     |          |        |
| Vibrante múltiple   | Vibrante múltiple   |          |        | r (rr)   |                |         |       |          |        |
| Vibrante simple     | Vibrante simple     |          |        | ɾ (r)    |                |         |       |          |        |
| Aproximante lateral | Aproximante lateral |          |        | l (l)    |                |         |       |          |        |

| [ 31 ]  | Anteriores | Central | Posteriores |
| ------- | ---------- | ------- | ----------- |
| Cerrada | i          |         | u           |
| Media   | e          |         | o           |
| Abierta |            | a       |             |

### Evolución diacrónica de la pronunciación
Según Viegas Barros (2015), de los sonidos /tr/, /q/, /dr/, /w/ y /j/ solo obtuvo registros en el chaná antiguo, mientras que /Ʒ/, /ʃ/, /x/ y /ɲ/ aparecen en el chaná moderno. Si bien /r/ y /ʔ/ solo se registran en el chaná moderno, el autor presume que estos dos sonidos estaban presentes también en el antiguo.
Citando a Larrañaga (1923), expresa que en el chaná antiguo no existían consonantes fricativas sordas labiales o interdentales ni laterales palatales. Esto también se observa en el chaná moderno. En el chaná antiguo, según Larrañaga, habían consonantes geminadas («las letras duplicadas (...) tienen toda la fuerza de su duplicación»), pero esta característica fonológica no está presente en el chaná moderno.
Para Viegas Barros, la falta de algunas consonantes como /ɲ/, /ʃ/, /r/ y /ʔ/ en el chaná antiguo, quizá sea aparente debido al corpus lingüístico reducido de la muestra que tomó Larrañaga en el siglo XIX. Por otra parte, algunas de las diferencias fonológicas podrían deberse a la evolución fonética de la lengua durante los dos siglos transcurridos desde la muestra de Larrañaga a la de Blas Jaime.

### Escritura
El chaná antiguamente habría carecido de un sistema de escritura. En su trabajo de recopilación del idioma chaná, Dámaso Antonio Larrañaga utilizó el alfabeto latino para escribir el vocabulario chaná. En el chaná contemporáneo de Jaime y Viegas Barros, el chaná utiliza un sistema de escritura basado en el alfabeto latino, que consta de veintiséis caracteres; cinco vocales y veintiún consonantes: a, b, c, ch, d, e, g, i, j, k, l, ll, m, n, ñ, o, p, r, rr, s, t, u, v, x, y, ꞌ.

### Gramática

#### Sintagma nominal y sustantivos
El uso de los sustantivos ocurre como determinantes del verbo, representando el sujeto o como objeto directo. Además, también pueden funcionar como núcleo del predicado. En el chaná actual el número del sustantivo no se indica salvo en dos casos: cuando un término se refiere a una parte del cuerpo se añade un sufijo -á que podría indicar dual o plural, aunque no ha sido documentado en otros casos; y un sufijo de colectivo -át que significa «grupo de». Por ejemplo:
| okal (ojo)   | okalá (ojos)                        |
| danan (casa) | dananát (caserío, "grupo de casas") |

Sin embargo, en el chaná antiguo el plural se señalaba añadiendo al sustantivo el sufijo -guát. Por ejemplo:
| huatí (aquel)   | huatiguát (aquellos)  |
| gipuai (imagen) | gipuaiguát (imágenes) |

Los sustantivos en el chaná moderno poseen dos géneros, masculino y femenino. Los géneros de cada sustantivo se corresponden con los del idioma español. La marca de género femenino solamente se indica mediante un sufijo -a, en el caso de tratarse de seres animados; en el resto de los casos se aplica el género masculino en todos los sustantivos, y el femenino para el caso de los seres inanimados no se marca. Por ejemplo:
| nchalá (hermano) | nchaláa (hermana) |

En el chaná del siglo XIX para señalar la hembra de una especie se añadía el sufijo -kai (derivado de la palabra ukái, hembra) al sustantivo. Por ejemplo:
| kuayó (caballo) | kuayókai (yegüa) |

#### Adjetivos
Por lo general los adjetivos se colocan después del sustantivo, aunque también pueden precederlo. Esta característica ya se observaba en el chaná antiguo. Algunos adjetivos admiten la marca de género, añadiendo el sufijo -a para marcar el femenino. Respecto del número gramatical, en el chaná atestiguado por Larrañaga este se conservaba invariable y con la misma terminación tanto en el singular como en el plural ya que esta característica era señalada por el sustantivo.

#### Verbos: sus tiempos y conjugaciones
La siguiente información corresponde al chaná antiguo, es decir, al registrado por Dámaso Antonio Larrañaga (1771-1848) en su informe Compendio del idioma de la nación chaná de 1815 en Santo Domingo de Soriano, al sur del Río Negro, Uruguay.

##### Verbos auxiliares
Hay cuatro verbos auxiliares usados con frecuencia:
- ti ten: ser o estar
- ti len: ser o estar (menos usado)
- ti na: venir
- ti do: ir

Ti es artículo, los verbos rigurosamente son: ten, len, na, do.
Los verbos son inconjugables, es decir que los tiempos se determinan por los auxiliares, así todos tienen la misma terminación. Esta regla tiene la excepción de la terminación dan que denota el pretérito. Ejemplos:
| ti monték (escuchar) | montekdán (escuchó) |
| ti geppian (sembrar) | geppiandán (sembró) |

Cuando al verbo se añade el auxiliar, es para darle más fuerza. Entonces en el pretérito la terminación dán va agregada al auxiliar:
| geppian tén (está sembrando) | geppian tendán (estuvo sembrando) |

Tienen otra terminación común: mar. Se aplica a los verbos y a los sustantivos, y sirve para dar a la expresión fuerza, gracia o ponderación, sin determinar tiempo.

##### Tiempos y modos verbales
Hay tres tiempos verbales: presente, pretérito y futuro. El presente del infinitivo sirve a todos los presentes de este modo. Quitado el tí al presente del infinitivo, e iniciando con la persona o pronombre, se hace presente del indicativo:
| ti do (ir)    | i do (yo voy)   |
| ti na (venir) | i na (yo vengo) |

El presente del modo subjuntivo no tiene modo de explicarse. Se varía la frase de modo que se exprese con el modo indicativo.
El modo imperativo se explica y determina por el infinitivo sin la menor alteración. La gesticulación, el tono, la acción y actitud del cuerpo de quien habla completarían el valor de la expresión para evitar confusiones.
En cuanto al pretérito, con la terminación dán se representan todos los pretéritos: imperfectos, perfectos y pluscuamperfecto del indicativo. La terminación do denota comúnmente la tercera persona del singular de los pretéritos.
La voz chané es una terminación suelta del idioma que se utiliza para expresar la tercera persona del plural en todos los tiempos verbales; esta se ubica detrás del verbo.
Para el futuro usa solamente lo que vendría a ser en español "he de", con dos voces: madde (antepuesta) y marán (pospuesta), de igual fuerza y aplicables indistintamente a todos los verbos:
| maddé i do (he de ir) | i na marán (he de venir) |

El verbo queda en su terminación de infinitivo.
No tienen en el infinitivo más que el presente, ni hay pretéritos o gerundios, ni estando o habiendo. Parafrasean las oraciones y les dan sentido con precisión.
Hay pocas voces que puedan confundirse, generalmente cada cosa tiene su voz.
Son lacónicos, a veces suprimen y subentienden el verbo, por ejemplo para decir "yo tengo hambre" usan Y hueiekás (Yo hambre); Y gueés (Yo sed).
En la regla 26, se expresaba que los verbos algunas veces se "dimidian" colocando el pronombre en el medio. Se utiliza generalmente en las frases familiares:
| i da-m-ju titén (tengo que darte) | El verbo dajú (dar) está dimidiado con el pronombre muti (tuyo) sincopado.         |
| is-me.dá (tu quieres)             | El verbo isdá (querer) se halla dimidiado con el pronombre emptí (tú) siconcopado. |

Hay tres verbos simples negativos:
- itrrés, no querer
- nihir, no saber
- jumén, no poder

Aunque el autor no ha encontrado el motivo de esta regla, en las cláusulas interrogantes el último verbo que cierra la oración debe concluir en i:
| finaliza en vocal      | ké-sa-solá       | Debe concluir: kei-sai-solai    |
| finaliza en consonante | ten-len-egés-mor | Debe concluir: tei-lei-egei-moi |

Generalmente los verbos se posponen a todo lo demás, lo que daría a entender que el chaná antiguo es una lengua cuyas oraciones  se construyen en el orden de tipo SOV (sujeto objeto verbo):
| Y latár ten       | Yo bueno estoy       |
| au etriek i sekér | la verdad yo conozco |

| Conjugaciones de los Verbos | Conjugaciones de los Verbos                         | Conjugaciones de los Verbos | Conjugaciones de los Verbos |
| --- | --------------------------------------------------- | --------------------------- | --------------------------- |
| Del verbo copulativo ser o estar: ti ten |                                                     |                             |                             |
| Presente |                                                     |                             |                             |
| Singular | Yo soy (o estoy) bueno                              | Y                           | latár ten                   |
| Singular | Tú/vosotros son/sois (o estás/estáis) bueno/s.      | em                          | latár ten                   |
| Singular | Aquel es (o está) bueno                             | huat                        | latár ten                   |
| Plural | Nosotros (somos o estamos) buenos                   | am                          | latár ten                   |
| Plural | Aquellos son (o están) buenos                       | huatiguát                   | latár ten                   |
| Pretérito |                                                     |                             |                             |
| Singular | Yo era, fui o estuve bueno                          | Y                           | latár tendán                |
| Singular | Tú, o vosotros erais, fuisteis o estuvisteis buenos | em                          | latár tendán                |
| Singular | Aquel era, fue, o estuvo bueno                      | huat                        | latár tendán                |
| Plural | Nosotros éramos, fuimos, o estuvimos buenos         | am                          | latár tendán                |
| Plural | Aquellos eran, fueron o estuvieron buenos           | huatiguát                   | latár tendán                |
| Futuro |                                                     |                             |                             |
| Singular | Yo he de ser, o estar bueno                         | Y                           | latár ten marán             |
| Singular | Tú, o vosotros habéis de ser o estar buenos         | em                          | latár ten marán             |
| Singular | Aquel ha de ser o estar bueno.                      | huat                        | latár ten marán             |
| Plural | Nosotros hemos de ser o estar buenos                | am                          | latár ten marán             |
| Plural | Aquellos han de ser o estar buenos                  | huatiguát                   | latár ten marán             |
| |                                                     |                             |                             |
| Del verbo auxiliar ir: ti dó |                                                     |                             |                             |
| Presente |                                                     |                             |                             |
| Singular | Yo voy a Misa.                                      | Y                           | Misát pat do ten            |
| Singular | Tú o vosotros vais a Misa                           | em                          | Misát pat do ten            |
| Singular | Aquel va a Misa                                     | huat                        | Misát pat do ten            |
| Plural | Nosotros vamos a Misa                               | am                          | Misát pat do ten            |
| Plural | Aquellos van a Misa                                 | huatiguát                   | Misát pat do ten            |
| Pretérito | Yo fui, o iba a Misa                                | Y Misát pat do tendán       | Y Misát pat do tendán       |
| Futuro | Yo he de ir a Misa                                  | Y misát pat maddé do ten    | Y misát pat maddé do ten    |
| |                                                     |                             |                             |
| Del verbo activo buscar: ti dá |                                                     |                             |                             |
| Presente |                                                     |                             |                             |
| Singular | Yo busco la verdad                                  | Y                           | áu etriék da                |
| Singular | Tú o vosotros buscáis la verdad                     | em                          | áu etriék da                |
| Singular | Aquel busca la verdad                               | huat                        | áu etriék da                |
| Plural | Nosotros buscamos la verdad                         | am                          | áu etriék da                |
| Plural | Aquellos buscan la verdar                           | huatiguát                   | áu etriék da                |
| Pretérito | Yo buscaba o busqué la verdad                       | Y au etriék dadán           | Y au etriék dadán           |
| Futuro | Yo he de buscar la verdad                           | áu etriék maddé i da        | áu etriék maddé i da        |
| El autor desconfía que este modo de conjugar sea general, expresando que el verbo ti solá (mirar) tiene en el presente esta variación: Yo miro: Y solá Tu miras: em sol Aquel mira: huát sol Es decir que solamente en la primera persona esta la á. |                                                     |                             |                             |

#### Numerales
En el sistema de numerales estos funcionan tanto como cardinales como ordinales, con las siguientes unidades: 
- güi / gil (uno, primero)

- amá / san (dos, segundo)

- géit (tres, tercero)

- colí (cuatro, cuarto)

- nam (cinco, quinto,- también significa mano -)

A partir de este punto, algunos numerales se forman combinando dos numerales distintos en sintagmas que funcionan como numerales propios: 
- amá nam (dos cincos: diez)

- nam a'atí amá (cinco con dos: siete)

- nam nam (cinco cincos: veinticinco)[39]

### Texto de ejemplo
A continuación, un mensaje de un padre a su hijo de 13 años que, según la cultura chaná, está entrando en la adultez. Fue conservado oralmente por don Blas Jaime y llevado a escrito por Viegas Barros.
Oté tató a'á tato'e:
Vanatí amit tato'e
Caleí angú ugé nantú ug vaté tijuí
Uelcaimár gilí caleí vaté nantú
Oyendén ugé ocó ug dioí opá vaté itití retá
Oyendén opá ugá pite'é ug vaté tijuí
Ita'í ua oté oblí vaté nderé
Ngan amit aiuá
Npen vaté ugá Tijuiném

Hacer hombre al hombrecito:
Hijo mío, hombrecito:
Recibe hoy el último castigo de tu padre
En adelante solo recibirás tu (propio) castigo
Recuerda este castigo durante toda tu vida como un hombre
para que mejores tu viaje (por este mundo)
Tienes mi bendición;
Gana tú la de Tijuiném (dios chaná)